# Erie County, Pennsylvania
Erie County är ett administrativt område i delstaten Pennsylvania i USA. År 2010 hade countyt 280 566 invånare. Den administrativa huvudorten (county seat) är Erie. Staden och countyt är döpt efter Lake Erie.

## Politik
Erie County tenderar att rösta på demokraterna i politiska val. Demokraternas kandidat vann rösterna i countyt i samtliga presidentval mellan valet 1988 och valet 2012. Trenden bröts i valet 2016 då republikanernas kandidat Donald Trump fick flest röster i countyt.

## Geografi
Enligt United States Census Bureau har countyt en total area på 4 036 km². 2 077 km² av den arean är land och 1 959 km² är vatten.

### Angränsande countyn
- Chautauqua County, New York - nordost
- Warren County - öst
- Crawford County - syd
- Ashtabula County, Ohio - väst
- gränsar mot Kanada i norr